# Махно, Савелий Иванович
Саве́лий Ива́нович Махно́ (1872 — 21 февраля 1920) — анархо-коммунист, участник махновского движения, брат Нестора Махно.

## Биография
Родился в 1872 году (по другим данным — в 1885) в Гуляйполе в крестьянской семье.
Был женат на Феодоре, имел 7 детей — сыновей Фому, Павла, Ивана, Григория и дочерей Анастасию, Евдокию, Марию.
Участвовал в Русско-японской войне.
В 1907 году присоединился к группе анархо-коммунистов «Союз бедных хлеборобов».
В январе 1918 года Савелия избрали командиром «Чёрной гвардии», под общим командованием Нестора Махно. В начале 1918 года участвовал в боях с казаками и петлюровцами. 4 января отряд Чёрной гвардии во главе с Саввой отправился в Запорожье поддержать местных рабочих и отряд Никифоровой. Чёрногвардейцы заняли Кичкасский мост через Днепр и занялись разоружением казаков, которые покидали фронт. Здесь отряд простоял весь январь и февраль 1918 года. С приближением австро-германских войск он со своим отрядом покинул Запорожье и отправился в Гуляйполе для реорганизации.
Вот как описывала газета «Известие» положение семьи Савелия в период австро-германской оккупации:
Трудно описать все мучения, которым подверглась семья Махно. Даже крошечных трёх-, четырёхлетних детей Савелия Махно, одного из братьев Нестора Махно, не оставили в покое и на улицах снимали с них последнюю рубашонку, говоря: «это германское, отдай!». Несколько раз приходили к ним, выгоняли из хат, собираясь жечь их, снова откладывали, потом через день два снова приступали с тем же и, наконец, сожгли и взорвали сами стены.
После прихода немцев Савелий скрылся в неизвестном направлении.
Участник махновского движения с ноября 1918 года. Работал в службах снабжения повстанчества, пройдя путь от рядового снабженца до помощника начальника снабжения РПАУ.
Пленён и расстрелян в Гуляйполе бойцами 42-й стрелковой дивизии 21 февраля 1920 года.